# I'm Not Perfect (But I'm Perfect for You)
I'm Not Perfect (But I'm Perfect for You)  è un singolo della cantante giamaicana Grace Jones pubblicato nel 1986 come singolo di lancio dell'album Inside story.

## Descrizione
Il brano è stato scritto dalla stessa Jones e da Bruce Woolley, prodotto da Nile Rodgers.
La Versione presente sul 12" è un remix ad opera dei The Latin Rascals. Sul lato b è presente un brano incluso nell'album dal titolo Scary But Fun. 
Il singolo fu un grande successo commerciale, entrando nella Top 40 di molte classifiche europee, e fu anche il suo ultimo e più alto ingresso nella Billboard Hot 100, raggiungendo la sessantanovesima posizione. Il brano si posizionò nono in quella delle Hot R&B/Hip-Hop Songs e quarto nella Hot Dance Club Songs.

## Video musicale
Il video fu l'unica esperienza registica della Jones, che definì come la più difficile della sua vita, al quale parteciparono Tina Chow, Andy Warhol e Keith Haring. Quest'ultimo disegnò una grossa tela decorata, poi trasformata in enorme gonna indossata dalla Jones. Haring collaborò con lei anche dipingendole il corpo, e coinvolgendo per il video molti personaggi che gravitavano al Paradise Garage, discoteca che raccoglieva tutto il panorama artistico più in voga della New York anni ottanta.

## Tracce
- 7" single

A. "I'm Not Perfect (But I'm Perfect for You)" – 3:22
B. "Scary But Fun" – 3:55
- 12" single

A. "I'm Not Perfect (But I'm Perfect for You)" (The Perfectly Extended Remix) – 5:54
B1. "I'm Not Perfect (But I'm Perfect for You)" (instrumental version) – 4:58
B2. "Scary But Fun" – 3:55
- 12" US single

A1. "I'm Not Perfect (But I'm Perfect for You)" (The Perfectly Extended Remix) – 5:54
A2. "I'm Not Perfect (But I'm Perfect for You)" (The Right on Time Edit) – 6:55
B1. "I'm Not Perfect (But I'm Perfect for You)" (The Ultra Perfect Edit) – 7:15
B2. "I'm Not Perfect (But I'm Perfect for You)" (The Ultra Perfect Dub) – 5:23
B3. "Scary But Fun" – 3:55

## Classifiche
| Classifica (1986)                | Posizione massima |
| -------------------------------- | ----------------- |
| Belgio (Fiandre)                 | 18                |
| Germania)                        | 39                |
| Irlanda                          | 24                |
| Italia                           | 22                |
| Paesi Bassi                      | 39                |
| Nuova Zelanda                    | 9                 |
| Regno Unito                      | 56                |
| Stati Uniti                      | 69                |
| Stati Uniti (dance club play)    | 4                 |
| Stati Uniti (dance single sales) | 12                |
| Stati Uniti (R&B/hip-hop)        | 9                 |
| Spagna                           | 16                |
| Svizzera                         | 24                |